# Saturn Awards 2019
La 45ª edizione dei Saturn Awards si è svolta il 13 settembre 2019 a Burbank in California, per premiare le migliori produzioni cinematografiche e televisive distribuite dal marzo 2018 al luglio 2019. Le candidature sono state annunciate il 15 luglio 2019.

## Candidati e vincitori
I vincitori sono indicati in grassetto, a seguire gli altri candidati.

### Film

#### Miglior film di fantascienza
- Ready Player One, regia di Steven Spielberg
- Alita - Angelo della battaglia (Alita: Battle Angel), regia di Robert Rodriguez
- Bumblebee, regia di Travis Knight
- Jurassic World - Il regno distrutto (Jurassic World: Fallen Kingdom), regia di Juan Antonio Bayona
- Solo: A Star Wars Story, regia di Ron Howard
- Sorry to Bother You, regia di Boots Riley
- Upgrade, regia di Leigh Whannell

#### Miglior film fantasy
- Toy Story 4, regia di Josh Cooley
- Aladdin, regia di Guy Ritchie
- Dumbo, regia di Tim Burton
- Animali fantastici - I crimini di Grindelwald (Fantastic Beasts: The Crimes of Grindelwald), regia di David Yates
- Godzilla II - King of the Monsters (Godzilla: King of the Monsters), regia di Michael Dougherty
- Il ritorno di Mary Poppins (Mary Poppins Returns), regia di Rob Marshall
- Yesterday, regia di Danny Boyle

#### Miglior film horror
- A Quiet Place - Un posto tranquillo (A Quiet Place), regia di John Krasinski
- I morti non muoiono (The Dead Don't Die), regia di Jim Jarmusch
- Halloween, regia di David Gordon Green
- Hereditary - Le radici del male (Hereditary), regia di Ari Aster
- Overlord, regia di Julius Avery
- Pet Sematary, regia di Kevin Kölsch e Dennis Widmyer
- Noi (Us), regia di Jordan Peele

#### Miglior film thriller
- 7 sconosciuti a El Royale (Bad Times at the El Royale), regia di Drew Goddard
- Bad Samaritan, regia di Dean Devlin
- Destroyer, regia di Karyn Kusama
- Dragged Across Concrete - Poliziotti al limite (Dragged Across Concrete), regia di S. Craig Zahler
- Greta, regia di Neil Jordan
- Ma, regia di Tate Taylor
- Searching, regia di Aneesh Chaganty

#### Miglior film d'azione/di avventura
- Mission: Impossible - Fallout, regia di Christopher McQuarrie
- Un uomo tranquillo (Cold Pursuit), regia di Hans Petter Moland
- Escape Room, regia di Adam Robitel
- Glass, regia di M. Night Shyamalan
- John Wick 3 - Parabellum (John Wick: Chapter 3 - Parabellum), regia di Chad Stahelski
- Skyscraper, regia di Rawson Marshall Thurber

#### Migliore trasposizione da fumetto a film
- Avengers: Endgame, regia di Anthony e Joe Russo
- Aquaman, regia di James Wan
- Avengers: Infinity War, regia di Anthony e Joe Russo
- Captain Marvel, regia di Anna Boden e Ryan Fleck
- Shazam!, regia di David F. Sandberg
- Spider-Man: Far from Home, regia di Jon Watts
- Spider-Man - Un nuovo universo (Spider-Man: Into the Spider-Verse), regia di Bob Persichetti, Peter Ramsey e Rodney Rothman

#### Miglior attore
- Robert Downey Jr. - Avengers: Endgame
- Jeff Bridges - 7 sconosciuti a El Royale (Bad Times at the El Royale)
- Nicolas Cage - Mandy
- Tom Cruise - Mission: Impossible - Fallout
- Chris Evans - Avengers: Endgame
- Mel Gibson - Dragged Across Concrete - Poliziotti al limite (Dragged Across Concrete)
- Keanu Reeves - John Wick 3 - Parabellum (John Wick: Chapter 3 - Parabellum)

#### Miglior attrice
- Jamie Lee Curtis - Halloween
- Emily Blunt - Il ritorno di Mary Poppins (Mary Poppins Returns)
- Toni Collette - Hereditary - Le radici del male (Hereditary)
- Nicole Kidman - Destroyer
- Brie Larson - Captain Marvel
- Lupita Nyong'o - Noi (Us)
- Octavia Spencer - Ma

#### Miglior attore non protagonista
- Josh Brolin - Avengers: Infinity War
- John Lithgow - Pet Sematary
- Lin-Manuel Miranda - Il ritorno di Mary Poppins (Mary Poppins Returns)
- Lewis Pullman - 7 sconosciuti a El Royale (Bad Times at the El Royale)
- Jeremy Renner - Avengers: Endgame
- Will Smith - Aladdin
- Steven Yeun - Burning

#### Miglior attrice non protagonista
- Zendaya - Spider-Man: Far from Home
- Cynthia Erivo - 7 sconosciuti a El Royale (Bad Times at the El Royale)
- Karen Gillan - Avengers: Endgame
- Amber Heard - Aquaman
- Scarlett Johansson - Avengers: Endgame
- Naomi Scott - Aladdin
- Hailee Steinfeld - Bumblebee

#### Miglior attore emergente
- Tom Holland - Spider-Man: Far from Home
- Evan Alex - Noi (Us)
- Asher Angel - Shazam!
- Millie Bobby Brown - Godzilla II - King of the Monsters (Godzilla: King of the Monsters)
- Jack Dylan Grazer - Shazam!
- Shahadi Wright Joseph - Noi (Us)
- Millicent Simmonds - A Quiet Place - Un posto tranquillo (A Quiet Place)

#### Miglior regia
- Jordan Peele - Noi (Us)
- Anna Boden e Ryan Fleck - Captain Marvel
- Karyn Kusama - Destroyer
- Guy Ritchie - Aladdin
- Anthony e Joe Russo - Avengers: Endgame
- Steven Spielberg - Ready Player One
- James Wan - Aquaman
- Zhang Yimou - Shadow

#### Migliore sceneggiatura
- Bryan Woods, Scott Beck e John Krasinski - A Quiet Place - Un posto tranquillo (A Quiet Place)
- Drew Goddard - 7 sconosciuti a El Royale (Bad Times at the El Royale)
- Christopher Markus e Stephen McFeely - Avengers: Endgame
- Christopher McQuarrie - Mission: Impossible - Fallout
- Oh Jung-mi e Lee Chang-dong - Burning
- Jordan Peele - Noi (Us)
- S. Craig Zahler - Dragged Across Concrete - Poliziotti al limite (Dragged Across Concrete)

#### Miglior montaggio
- Jeffrey Ford e Matthew Schmidt - Avengers: Endgame
- James Herbert - Aladdin
- Nicholas Monsour - Noi (Us)
- Kirk Morri - Aquaman
- Evan Schiff - John Wick 3 - Parabellum (John Wick: Chapter 3 - Parabellum)
- Christopher Tellefsen - A Quiet Place - Un posto tranquillo (A Quiet Place)

#### Miglior scenografia
- Charles Wood - Avengers: Endgame
- Bill Brzeski - Aquaman
- Ruth De Jong - Noi (Us)
- Rick Heinrichs - Dumbo
- Gemma Jackson - Aladdin
- Horace Ma Gwong-Wing - Shadow
- John Myhre - Il ritorno di Mary Poppins (Mary Poppins Returns)

#### Miglior colonna sonora
- Marc Shaiman - Il ritorno di Mary Poppins (Mary Poppins Returns)
- Danny Elfman - Dumbo
- Bear McCreary - Godzilla II - King of the Monsters (Godzilla: King of the Monsters)
- Alan Menken - Aladdin
- Alan Silvestri - Avengers: Endgame
- Alan Silvestri - Ready Player One

#### Migliori costumi
- Michael Wilkinson - Aladdin
- Kym Barrett - Aquaman
- Leah Butler - Shazam!
- Judianna Makovsky - Avengers: Endgame
- Chen Minzheng - Shadow
- Sandy Powell - Il ritorno di Mary Poppins (Mary Poppins Returns)

#### Miglior trucco
- John Blake e Brian Sipe - Avengers: Endgame
- Judy Chin e Mike Marino - I morti non muoiono
- Bill Corso - Destroyer
- Lisa Love e Tate Steinsiek - Dragged Across Concrete - Poliziotti al limite (Dragged Across Concrete)
- Tristan Versluis, Naomi Dunne e Duncan Jarman - Overlord
- Annick Chartier e Adrien Morot - Pet Sematary
- Mark Coulier e Fernanda Perez - Suspiria

#### Migliori effetti speciali
- Avengers: Endgame
- Aladdin
- Godzilla II - King of the Monsters (Godzilla: King of the Monsters)
- Mission: Impossible - Fallout
- A Quiet Place - Un posto tranquillo (A Quiet Place)
- Ready Player One
- Spider-Man: Far from Home

#### Miglior film indipendente
- Mandy, regia di Panos Cosmatos
- American Animals, regia di Bart Layton
- Anna and the Apocalypse, regia di John McPhail
- L'uomo che uccise Hitler e poi il Bigfoot (The Man Who Killed Hitler and Then the Bigfoot), regia di Robert D. Kryzowski
- Ophelia, regia di Claire McCarthy
- Summer of 84, regia di François Simard, Anouk Whissell e Yoann-Karl Whissell
- The Tomorrow Man, regia di Noble Jones

#### Miglior film internazionale
- Burning, regia di Lee Chang-dong  Corea del Sud
- Aniara, regia di Pella Kågerman e Hugo Lilja ( Svezia/ Danimarca)
- Border - Creature di confine (Gräns), regia di Ali Abbasi ( Svezia
- Ghost Stories, regia di Jeremy Dyson e Andy Nyman ( Regno Unito)
- Il colpevole - The Guilty (Den skyldige), regia di Gustav Möller ( Danimarca)
- Shadow, regia di Zhang Yimou ( Cina)

#### Miglior film d'animazione
- Spider-Man - Un nuovo universo (Spider-Man: Into the Spider-Verse), regia di Bob Persichetti, Peter Ramsey e Rodney Rothman
- Il Grinch (The Grinch), regia di Yarrow Cheney e Scott Mosier
- Dragon Trainer - Il mondo nascosto (How to Train Your Dragon: The Hidden World), regia di Dean DeBlois
- Gli Incredibili 2 (Incredibles 2), regia di Brad Bird
- Ralph spacca Internet (Ralph Breaks the Internet), regia di Phil Johnston e Rich Moore
- Toy Story 4, regia di Josh Cooley

### Televisione

#### Miglior serie televisiva di fantascienza
- Westworld - Dove tutto è concesso (Westworld)
- The 100
- Counterpart
- Doctor Who
- Krypton
- Manifest
- The Orville
- Roswell, New Mexico

#### Miglior serie televisiva fantasy
- Il Trono di Spade (Game of Thrones)
- American Gods
- Streghe (Charmed)
- The Good Place
- Good Witch
- The Magicians
- Outlander
- The Outpost

#### Miglior serie televisiva horror
- The Walking Dead
- American Horror Story: Apocalypse
- A Discovery of Witches
- Fear the Walking Dead
- NOS4A2
- Preacher
- Supernatural
- What We Do in the Shadows

#### Miglior serie televisiva d'azione/thriller
- Better Call Saul
- Killing Eve
- The Last Ship
- Mr. Mercedes
- The Purge
- Riverdale
- The Sinner

#### Miglior serie televisiva di supereroi
- Supergirl
- Arrow
- Black Lightning
- Cloak & Dagger
- The Flash
- Gotham
- Legends of Tomorrow

#### Miglior attore in una serie televisiva
- Sam Heughan - Outlander
- Grant Gustin - The Flash
- Kit Harington - Il Trono di Spade (Game of Thrones)
- Andrew Lincoln - The Walking Dead
- Seth MacFarlane - The Orville
- Bill Pullman - The Sinner
- Jeffrey Wright - Westworld - Dove tutto è concesso (Westworld)

#### Miglior attrice in una serie televisiva
- Emilia Clarke - Il Trono di Spade (Game of Thrones)
- Caitriona Balfe - Outlander
- Melissa Benoist - Supergirl
- Sandra Oh - Killing Eve
- Adrianne Palicki - The Orville
- Candice Patton - The Flash
- Jodie Whittaker - Doctor Who

#### Miglior attore non protagonista in una serie televisiva
- Peter Dinklage - Il Trono di Spade (Game of Thrones)
- Jonathan Banks - Better Call Saul
- Nikolaj Coster-Waldau - Il Trono di Spade (Game of Thrones)
- David Harewood - Supergirl
- Ed Harris - Westworld - Dove tutto è concesso (Westworld)
- Lennie James - Fear the Walking Dead
- Khary Payton - The Walking Dead

#### Miglior attrice non protagonista in una serie televisiva
- Danai Gurira - The Walking Dead
- Gwendoline Christie - Il Trono di Spade (Game of Thrones)
- Lena Headey - Il Trono di Spade (Game of Thrones)
- Melissa McBride - The Walking Dead
- Rhea Seehorn - Better Call Saul
- Sophie Skelton - Outlander
- Sophie Turner - Il Trono di Spade (Game of Thrones)

#### Miglior guest star in una serie televisiva
- Jeffrey Dean Morgan - The Walking Dead
- Rainer Bock - Better Call Saul
- Jon Cryer - Supergirl
- Sydney Lemmon - Fear the Walking Dead
- Tonya Pinkins - Fear the Walking Dead
- Ed Speleers - Outlander

#### Miglior giovane attore in una serie televisiva
- Maisie Williams - Il Trono di Spade (Game of Thrones)
- KJ Apa - Riverdale
- Tosin Cole - Doctor Who
- Cameron Cuffe - Krypton
- David Mazouz - Gotham
- Cole Sprouse - Riverdale
- Benjamin Wadsworth - Deadly Class